# Kafoumba Coulibaly
Kafoumba Coulibaly (26 de outubro, 1985) é um futebolista da Costa do Marfim.

## Carreira
Coulibaly representou a Seleção Marfinense de Futebol, nas Olimpíadas de 2008.

## Títulos
Costa do Marfim
- Campeonato Africano das Nações: 2012 - 2º Lugar